# Поєнь (Тіміш)
Поєнь, Поєні (рум. Poieni) — село у повіті Тіміш в Румунії. Входить до складу комуни П'єтроаса.
Село розташоване на відстані 323 км на північний захід від Бухареста, 95 км на схід від Тімішоари, 139 км на південний захід від Клуж-Напоки.

## Населення
За даними перепису населення 2002 року у селі проживали 316 осіб, усі — румуни. Усі жителі села рідною мовою назвали румунську.